# 夜問
《夜問》是由黃智賢主持和製作、透過網路播映的政論談話性節目，採錄影播出，2019年8月1日開播。

## 大事紀

### 2019年
8月1日，《夜問》正式開播，吸引大量网民观看和支持。

## 播出時間

### 首播
| 頻道         | 所在地 | 播映日期         | 播出時間               |
| ------------ | ------ | ---------------- | ---------------------- |
| YouTube      | 全球   | 2019年8月1日至今 | 週一至週五 20:00-21:00 |
| Facebook     | 全球   | 2019年8月1日至今 | 週一至週五 20:00-21:00 |
| 新浪微博     | 全球   | 2019年8月1日至今 | 週一至週五 20:00-21:00 |
| 微信公众平台 | 全球   | 2019年8月1日至今 | 週一至週五 20:00-21:00 |

## 外部連結
- 夜問的Facebook專頁
- YouTube上的黃智賢《夜問》頻道
- 黄智贤星球的微博
- 黄智贤工作室 微信公众号